# Robert Thalén
Tobias Robert Thalén (28. december 1827 i Köping – 27. juli 1905 i Uppsala) var en svensk fysiker.
Thalén blev student i Uppsala 1849, dr.phil. 1854, docent i astronomi 1856, men drog samme år ud på en treårig studierejse i England, Tyskland og Frankrig. Han lagde sig især efter matematik og fysik og blev ved sin hjemkomst (1859) docent i fysik. I nogle år virkede han dels ved Universitetet i Uppsala, dels ved det tekniske Institut i Stockholm, indtil han 1874 fulgte Anders Jonas Ångström som professor i fysik ved Universitetet i Uppsala. Denne stilling fratrådte han 1896 og efterfulgtes af Knut Ångström. Thaléns første fysiske undersøgelser gjaldt elektriske strømme, men hans hovedarbejder angår magnetisme og spektralanalyse. Et stort antal udmærkelser fra udlandet, blandt andet Rumfordmedaljen fra Royal Society i London (1884), vidnede om Thaléns anseelse som fysiker.
Af hans mange afhandlinger, der især findes blandt de svenske videnskabsselskabers skrifter, må nævnes: Undersøgelser over Jernets Magnetisme (1861); Jordmagnetiske Bestemmelser i Sverige 1869—71 og 1872—82; Magnetometrisk Metode til Undersøgelse af Jernmalmfelter (1874); Maaling af de kemisk virksomme Bølgers Længde i Solspektret (1860); Fraunhoferske Linier (1866, sammen med Ångström); Spektralanalyse (1866); Bølgelængder i Metalspektra (1868; Thaléns betydeligste spektroskopiske Arbejde); Joddamps Absorptionsspektrum (1869); Metalloïdernes Spektra (1875, sammen med Ångström) og Jernspektret (1885).